# Evips
Evips is een monotypisch geslacht van straalvinnige vissen uit de familie van slangalen (Ophichthidae).

## Soort
- Evips percinctus McCosker, 1972